# 楊春和 (政治人物)
楊春和，贵州贵阳人，清朝官員，同進士出身。
道光二十年（1840年）庚子恩科進士（正科因清宣宗六旬提前在本科舉行），三甲四十四名，官直隸新河縣知縣。